# オーバーオステンドルフ
オーバーオステンドルフ (ドイツ語: Oberostendorf) は、ドイツ連邦共和国バイエルン州シュヴァーベン行政管区のオストアルゴイ郡に属す町村（以下、本項では便宜上「町」と記述する）であり、ヴェステンドルフ行政共同体を構成する自治体の一つである。

## 地理
オーバーオステンドルフはアルゴイ地方に位置する。

### 自治体の構成
この町は、公式には5つの地区 (Ort) からなる。このうち小集落や孤立農場などを除く集落を以下に列記する。
- グーテンベルク
- レンゲンフェルト
- オーバーオステンドルフ
- ウンターオステンドルフ

## 歴史
この町は890年に Ostrindorf として初めて文献上に記録されており、隣接するヴァールとともにこの周辺地域では最も古い集落に属す。現在の町域はアウクスブルク司教領に属し、帝国自由都市カウフボイレンおよびヘルマン・フォン・ウント・ツゥ・グーテンベルク家（帝国村落グーテンベルク）が統治した。1803年の帝国代表者会議主要決議以降、この町はバイエルン領となった。

### 人口推移
- 1970年 1,033人
- 1987年 1,158人
- 2000年 1,256人

## 行政
町長はヘルムート・ホルツォイ (Wählergruppe) である。

### 紋章
図柄: 赤字に底部から伸びる銀の三角図形。その先端に銀のハト。ハトは嘴に6つの突起がある星をくわえている。

## 文化と見所

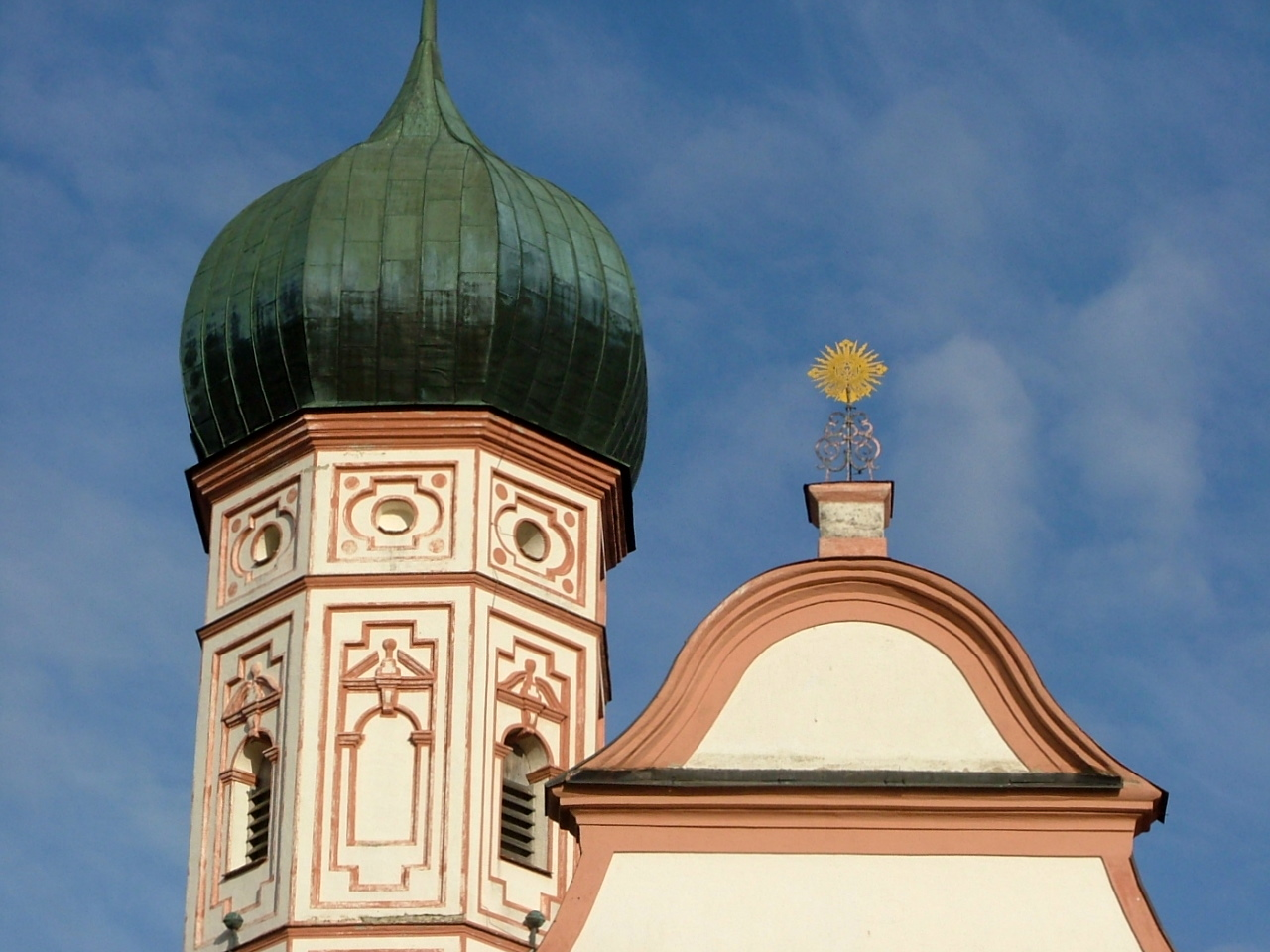
オーバーオステンドルフの教会

見所は15世紀に建造された旧巡礼教会のマリア被昇天教会である。

## 経済と社会資本

### 交通
オーバーオステンドルフは州道2035号線沿いに位置している。
12km離れたブーフローエ駅はアルゴイ鉄道（ミュンヘン - リンダウ）とアウクスブルク - ブーフローエ線およびブーフローエ - リンダウ線の乗換駅であり、インターシティやユーロシティが発着する。

### 教育
- 基礎課程学校 1校

## 引用
1. ↑  https://www.statistikdaten.bayern.de/genesis/online?operation=result&code=12411-003r&leerzeilen=false&language=de Genesis-Online-Datenbank des Bayerischen Landesamtes für Statistik Tabelle 12411-003r Fortschreibung des Bevölkerungsstandes: Gemeinden, Stichtag (Einwohnerzahlen auf Grundlage des Zensus 2011)
2. ↑  Bayerische Landesbibliothek Online